# Danh sách bộ phim dựa trên Marvel Comics
Dưới đây là danh sách các bộ phim dựa trên nhân vật thuộc quyền sở hữu của Marvel Comics. Bao gồm các phim live action và hoạt hình, direct-to-video, và phim truyền hình.

## Các phim live-action
Các phim được sản xuất bởi Marvel Studios được xếp vào Marvel Cinematic Universe (MCU) nếu không nói gì thêm.
| Năm  | Tên                                   | Xưởng sản xuất                     | Ghi chú |
| ---- | ------------------------------------- | ---------------------------------- | --- |
| 1944 | Captain America                       | Republic Pictures                  | Loạt phim gồm 15 phần. Marvel khi đó được gọi là Timely Comics.                                                                             |
| 1986 | Howard the Duck                       | Universal Studios                  | Đồng sản xuất bởi Lucasfilm. |
| 1989 | Kẻ trừng phạt                         | Live Entertainment                 | |
| 1990 | Captain America                       | 21st Century Film Corporation      | Đồng sản xuất bởi Jadran Film. Direct-to-video ở Hoa Kỳ; chiếu rạp hạn chế ở nước ngoài.                                                    |
| 1994 | Bộ tứ siêu đẳng                       | Constantin Film Produktion         | Không phát hành |
| 1998 | Blade                                 | New Line Cinema                    | |
| 2000 | Dị nhân                               | 20th Century Fox                   | |
| 2002 | Blade II                              | New Line Cinema                    | |
| 2002 | Người nhện                            | Columbia Pictures                  | Đề cử 2 giải Oscar. |
| 2003 | Daredevil                             | 20th Century Fox                   | Đồng sản xuất bởi Regency Enterprises. |
| 2003 | X2                                    | 20th Century Fox                   | |
| 2003 | Người khổng lồ xanh                   | Universal Studios                  | |
| 2004 | Kẻ trừng phạt                         | Artisan Entertainment              | Phát hành bởi Lionsgate Films ở trong nước và Columbia Pictures ở nước ngoài.                                                               |
| 2004 | Người nhện 2                          | Columbia Pictures                  | Giành 1 giải Oscar, và 2 đề cử khác. |
| 2004 | Blade: Trinity                        | New Line Cinema                    | |
| 2005 | Elektra                               | 20th Century Fox                   | Đồng sản xuất bởi Regency Enterprises. |
| 2005 | Bộ tứ siêu đẳng                       | 20th Century Fox                   | |
| 2006 | Dị nhân: Phán xét cuối cùng           | 20th Century Fox                   | |
| 2007 | Ma tốc độ                             | Columbia Pictures                  | |
| 2007 | Người nhện 3                          | Columbia Pictures                  | |
| 2007 | Bộ tứ siêu đẳng: Sứ giả bạc           | 20th Century Fox                   | |
| 2008 | Người sắt                             | Marvel Studios                     | Phát hành bởi Paramount Pictures.1 Đề cử 2 giải Oscar. Bắt đầu của MCU.                                                                     |
| 2008 | Người khổng lồ xanh phi thường        | Marvel Studios                     | Phát hành bởi Universal Studios. |
| 2008 | Kẻ trừng phạt: Vùng chiến sự          | Marvel Studios                     | Sản xuất dưới danh nghĩa Marvel Knights. Phát hành bởi Lionsgate Films ở trong nước và Columbia Pictures ở nước ngoài. Không nằm trong MCU. |
| 2009 | Dị nhân: Nguồn gốc Người sói          | 20th Century Fox                   | |
| 2010 | Iron Man 2                            | Marvel Studios                     | Phát hành bởi Paramount Pictures.1 Đề cử 1 giải Oscar.                                                                                      |
| 2011 | Thor                                  | Marvel Studios                     | Phát hành bởi Paramount Pictures.1 |
| 2011 | Dị nhân: Thế hệ đầu tiên              | 20th Century Fox                   | |
| 2011 | Captain America: Kẻ báo thù đầu tiên  | Marvel Studios                     | Phát hành bởi Paramount Pictures.1 |
| 2012 | Ma tốc độ: Linh hồn báo thù           | Columbia Pictures                  | Đồng sản xuất bởi Marvel Studios dưới danh nghĩa Marvel Knights. Không nằm trong MCU.                                                       |
| 2012 | Biệt đội siêu anh hùng                | Marvel Studios                     | Walt Disney Studios Motion Pictures bắt đầu phát hành các phim của Marvel Studios.2 Đề cử 1 giải Oscar.                                     |
| 2012 | Người nhện siêu đẳng                  | Columbia Pictures                  | |
| 2013 | Người sắt 3                           | Marvel Studios                     | Đề cử 1 giải Oscar. |
| 2013 | Người sói                             | 20th Century Fox                   | |
| 2013 | Thor: Thế giới Bóng tối               | Marvel Studios                     | |
| 2014 | Captain America: Chiến binh mùa đông  | Marvel Studios                     | Đề cử 1 giải Oscar. |
| 2014 | Người nhện siêu đẳng 2                | Columbia Pictures                  | |
| 2014 | X-Men: Days of Future Past            | 20th Century Fox                   | Đề cử 1 giải Oscar. |
| 2014 | Vệ binh dải ngân hà                   | Marvel Studios                     | Đề cử 2 giải Oscar. |
| 2015 | Biệt đội siêu anh hùng: Đế chế Ultron | Marvel Studios                     | |
| 2015 | Người kiến                            | Marvel Studios                     | |
| 2015 | Bộ tứ siêu đẳng                       | 20th Century Fox                   | |
| 2016 | Deadpool                              | 20th Century Fox                   | Hậu kỳ |
| 2016 | Captain America: Nội chiến            | Marvel Studios                     | Hậu kỳ |
| 2016 | Dị nhân: Khải huyền                   | 20th Century Fox                   | Hậu kỳ |
| 2016 | Phù thủy tối thượng                   | Marvel Studios                     | Đề cử 1 giải Oscar |
| 2017 | Logan                                 | 20th Century Fox                   | Tiền kỳ |
| 2017 | Guardians of the Galaxy vol.2         | Marvel Studios                     | Tiền kỳ |
| 2017 | Spider-Man: Homecoming                | Columbia Pictures / Marvel Studios | Sẽ được phát hành bởi Sony Pictures. |
| 2017 | Thor: Ragnarok                        | Marvel Studios                     | |
| 2018 | Black Panther                         | Marvel Studios                     | |
| 2018 | Avengers: Infinity War Part 1         | Marvel Studios                     | |
| 2018 | Ant-Man and the Wasp                  | Marvel Studios                     | Đang trong quá trình phát triển |
| 2019 | Captain Marvel                        | Marvel Studios                     | Đang trong quá trình phát triển |
| 2019 | Avengers: Infinity War Part 2         | Marvel Studios                     | Đang trong quá trình phát triển |
| 2019 | Inhumans                              | Marvel Studios                     | Đang trong quá trình phát triển |

### Phim ngắn
Tất cả các phim ngắn được sản xuất bởi Marvel Studios được gọi là Marvel One-Shots và nằm trong MCU.
| Năm  | Tên                                                | Xưởng sản xuất                 | Xuất hiện                                                                  |
| ---- | -------------------------------------------------- | ------------------------------ | -------------------------------------------------------------------------- |
| 2011 | Người cố vấn                                       | Marvel Studios / Ebeling Group | Trong bản phát hành Blu-ray Thor                                           |
| 2011 | A Funny Thing Happened on the Way to Thor's Hammer | Marvel Studios / Ebeling Group | Trong bản phát hành Blu-ray Captain America: The First Avenger             |
| 2012 | Vật thể                                            | Marvel Studios / M3 Creative   | Trong bản phát hành Blu-ray The Avengers                                   |
| 2013 | Đặc vụ Carter                                      | Marvel Studios                 | Trong bản phát hành Blu-ray và bản tải về kỹ thuật số Iron Man 3           |
| 2014 | Tất cả kính mừng Hoàng đế                          | Marvel Studios                 | Trong bản phát hành Blu-ray và bản tải về kỹ thuật số Thor: The Dark World |

### Từ các ấn phẩm Marvel
| Năm              | Tên                      | Xưởng sản xuất                                                                         | Ghi chú                                                                               |
| Từ Icon Comics   | Từ Icon Comics           | Từ Icon Comics                                                                         | Từ Icon Comics                                                                        |
| ---------------- | ------------------------ | -------------------------------------------------------------------------------------- | ------------------------------------------------------------------------------------- |
| 2010             | Kick-Ass                 | Marv Films / Plan B Entertainment                                                      | Phát hành bởi Lionsgate Films ở trong nước và Universal Studios ở nước ngoài          |
| 2013             | Kick-Ass 2               | Marv Films / Plan B Entertainment                                                      | Phát hành bởi Universal Studios                                                       |
| 2015             | Mật vụ Kingsman          | Marv Films / Shangri-La Entertainment / TSG Entertainment                              | Phát hành bởi 20th Century Fox                                                        |
| 2017             | Kíngmann:The gold circle |                                                                                        | Sắp tới. Sẽ được phát hành bởi 20th Century Fox                                       |
| Từ Malibu Comics |                          |                                                                                        |                                                                                       |
| 1993             | Hardcase                 | Malibu Films                                                                           | Phim ngắn 6 phút; VHS phát hành bởi Wizard để thúc đẩy sự ra mắt của dòng Ultraverse. |
| 1993             | Firearm                  | Malibu Films                                                                           | Phim trung bình-ngắn 35 phút; VHS phát hành với truyện tranh Firearm tập #0.          |
| 1997             | Nightman: World Premiere | Alliance Films                                                                         | Two-part pilot from Night Man series aired as television movie.                       |
| 1997             | Đặc vụ áo đen            | Columbia Pictures / Amblin Entertainment / Parkes/MacDonald Productions / Image Nation | Giành 1 giải Oscar, và 2 đề cử khác.                                                  |
| 2002             | Đặc vụ áo đen 2          | Columbia Pictures / Amblin Entertainment / Parkes/MacDonald Productions / Image Nation |                                                                                       |
| 2012             | Đặc vụ áo đen 3          | Columbia Pictures / Amblin Entertainment / Parkes/MacDonald Productions / Image Nation |                                                                                       |

Đặc vụ áo đen ban đầu được xuất bản bởi Aircel Comics, trước khi công ty được bán cho Malibu Comics.

### Loạt phim truyền hình
| Năm  | Tên                                | Công ty sản xuất                                 | Ghi chú |
| ---- | ---------------------------------- | ------------------------------------------------ | --- |
| 1977 | Người nhện                         | Charles Fries Productions                        | Tập backdoor pilot của loạt phim truyền hình The Amazing Spider-Man; công chiếu tại rạp hạn chế ở nước ngoài. |
| 1977 | The Incredible Hulk                | Universal Television                             | Tập backdoor pilot của loạt phim truyền hình The Incredible Hulk; công chiếu tại rạp hạn chế ở nước ngoài.    |
| 1977 | Return of the Incredible Hulk      | Universal Television                             | Tập backdoor pilot của loạt phim truyền hình The Incredible Hulk; công chiếu tại rạp hạn chế ở nước ngoài.    |
| 1978 | Dr. Strange                        | Universal Television                             | Tập pilot của loạt phim truyền hình không được sản xuất.                                                      |
| 1979 | Captain America                    | Universal Television                             | |
| 1979 | Captain America II: Death Too Soon | Universal Television                             | |
| 1988 | The Incredible Hulk Returns        | New World Television / Bixby-Brandon Productions | Làm lại loạt phim truyền hình The Incredible Hulk.                                                            |
| 1989 | The Trial of the Incredible Hulk   | New World Television / Bixby-Brandon Productions | Làm lại loạt phim truyền hình The Incredible Hulk.                                                            |
| 1990 | The Death of the Incredible Hulk   | New World Television / Bixby-Brandon Productions | Làm lại loạt phim truyền hình The Incredible Hulk.                                                            |
| 1996 | Generation X                       | New World Television                             | |
| 1998 | Nick Fury: Agent of S.H.I.E.L.D.   | 20th Century Fox Television                      | Tập pilot của loạt phim truyền hình không được sản xuất.                                                      |
| 2005 | Man-Thing                          | Lionsgate Films / Artisan Entertainment          | Ra mắt truyền hình tại Hoa Kỳ; chiếu rạp hạn chế ở nước ngoài.                                                |

#### Tập như phim
Các loạt tập phim truyền hình sau đây đã được phát hành tại một số quốc gia nước ngoài như phim truyện, phim truyền hình hay như phim direct-to-video.
| Năm  | Tên                                | Chương trình           | Công ty sản xuất          | Ghi chú |
| ---- | ---------------------------------- | ---------------------- | ------------------------- | --- |
| 1978 | The Incredible Hulk: Married       | The Incredible Hulk    | Universal Television      | Mang tên The Bride of the Incredible Hulk ở một vài tập.                                                       |
| 1978 | Spider-Man Strikes Back            | The Amazing Spider-Man | Charles Fries Productions | |
| 1979 | Spider-Man: The Dragon's Challenge | The Amazing Spider-Man | Charles Fries Productions | |
| 2007 | Blade: House of Chthon             | Blade: The Series      | New Line Television       | Phát hành dưới dạng DVD trong một bản mở rộng không kiểm duyệt với những từ ngữ thô tục và các cảnh khỏa thân. |

## Phim hoạt hình
Tất cả các phim hoạt hình đều được phát hành theo dạng direct-to-video, trừ một vài ngoại lệ.
| Năm     | Tên                                           | Xưởng sản xuất                | Ghi chú                                                                 |
| ------- | --------------------------------------------- | ----------------------------- | ----------------------------------------------------------------------- |
| 2006    | Ultimate Avengers                             | MLG Productions               | Phát hành bởi Lions Gate Entertainment.                                 |
| 2006    | Ultimate Avengers 2                           | MLG Productions               | Phát hành bởi Lions Gate Entertainment.                                 |
| 2007    | The Invincible Iron Man                       | MLG Productions               | Phát hành bởi Lions Gate Entertainment.                                 |
| 2007    | Doctor Strange: The Sorcerer Supreme          | MLG Productions               | Phát hành bởi Lions Gate Entertainment.                                 |
| 2008    | Next Avengers: Heroes of Tomorrow             | MLG Productions               | Phát hành bởi Lions Gate Entertainment.                                 |
| 2009    | Hulk Vs                                       | MLG Productions               | Phát hành bởi Lions Gate Entertainment.                                 |
| 2010    | Planet Hulk                                   | MLG Productions               | Phát hành bởi Lions Gate Entertainment.                                 |
| 2011    | Thor: Tales of Asgard                         | MLG Productions               | Phát hành bởi Lions Gate Entertainment.                                 |
| 2013    | Iron Man: Rise of Technovore                  | Madhouse                      | Anime, phát hành bởi Sony Pictures Home Entertainment.                  |
| 2013    | Iron Man & Hulk: Heroes United                | Marvel Animation              | Hoạt hình CGI và vẽ tay.                                                |
| 2014    | Avengers Confidential: Black Widow & Punisher | Madhouse                      | Anime, phát hành bởi Sony Pictures Home Entertainment.                  |
| 2014    | Iron Man & Captain America: Heroes United     | Marvel Animation              | Hoạt hình CGI và vẽ tay; Chỉ phát hành kỹ thuật số.                     |
| 2014    | Big Hero 6                                    | Walt Disney Animation Studios | Chiếu rạp; hoạt hình CGI. Giành giải Oscar cho phim hoạt hình hay nhất. |
| Công bố |                                               |                               |                                                                         |
| 2018    | Untitled Spider-Man animated film             | Sony Pictures Animation       | Kế hoạch chiếu rạp; tiền sản xuất.                                      |

### Phim ngắn
| Năm  | Tên                                            | Xưởng sản xuất              | Ghi chú                                                |
| ---- | ---------------------------------------------- | --------------------------- | ------------------------------------------------------ |
| 2010 | Marvel Super Heroes 4D (London)                | Threshold Animation Studios | Một phần trong chiến dịch thu hút tại Madame Tussauds. |
| 2012 | Marvel Super Heroes 4D (New York)              | Threshold Animation Studios | Một phần trong chiến dịch thu hút tại Madame Tussauds. |
| 2013 | Marvel Super Heroes 4D (Las Vegas)             | Threshold Animation Studios | Một phần trong chiến dịch thu hút tại Madame Tussauds. |
| 2013 | Marvel Super Heroes 4D (Bali)                  | Threshold Animation Studios | Một phần trong chiến dịch thu hút tại Madame Tussauds. |
| 2013 | Lego Marvel Super Heroes: Maximum Overload     | Arc Productions             | Phát trên Disney.com                                   |
| 2015 | Lego Marvel Super Heroes: Avengers Reassembled | Arc Productions             | Phát trên Disney XD vào mùa Thu 2015                   |

### Phim truyền hình
| Năm  | Tên                                        | Công ty sản xuất  | Ghi chú                                                                                      |
| ---- | ------------------------------------------ | ----------------- | -------------------------------------------------------------------------------------------- |
| 1980 | Dracula: Sovereign of the Damned           | Toei Animation    | Anime; loạt phim truyền hình cảm hứng từ The Tomb of Dracula và The Monster of Frankenstein. |
| 1981 | Kyoufu Densetsu Kaiki! Frankenstein        | Toei Animation    | Anime; loạt phim truyền hình cảm hứng từ The Tomb of Dracula và The Monster of Frankenstein. |
| 2015 | Marvel Super Hero Adventures: Frost Fight! | Marvel Television | Kỹ thuật số HD và On-Demand                                                                  |

## Doanh thu

### Phòng vé
| Tên phim                                  | Hãng phát hành                      | Ngày công chiếu (Hoa Kỳ) | Ngân sách (triệu) | Tổng doanh thu    | Tổng doanh thu | Tổng doanh thu | Tổng doanh thu |
| Tên phim                                  | Hãng phát hành                      | Ngày công chiếu (Hoa Kỳ) | Ngân sách (triệu) | Tuần đầu (Bắc Mỹ) | Bắc Mỹ         | Còn lại        | Toàn thế giới  |
| ----------------------------------------- | ----------------------------------- | ------------------------ | ----------------- | ----------------- | -------------- | -------------- | -------------- |
| Howard the Duck                           | Universal Pictures                  | 1 tháng 8 năm 1986       | $37               | $5,070,136        | $16,295,774    | $21,667,000    | $37,962,774    |
| The Punisher                              | Live Entertainment                  | 25 tháng 4 năm 1991      | $9                | N/A               | N/A            | $533,411       | $533,411       |
| Blade                                     | New Line Cinema                     | 21 tháng 8 năm 1998      | $45               | $17,073,856       | $70,087,718    | $61,095,812    | $131,183,530   |
| X-Men                                     | 20th Century Fox                    | 14 tháng 7 năm 2000      | $75               | $54,471,475       | $157,299,717   | $139,039,810   | $296,339,527   |
| Blade II                                  | New Line Cinema                     | 22 tháng 3 năm 2002      | $54               | $32,528,016       | $82,348,319    | $72,661,713    | $155,010,032   |
| Spider-Man                                | Columbia Pictures                   | 3 tháng 5 năm 2002       | $139              | $114,844,116      | $403,706,375   | $418,002,176   | $821,708,551   |
| Daredevil                                 | 20th Century Fox                    | 14 tháng 2 năm 2003      | $78               | $40,310,419       | $102,543,518   | $76,636,200    | $179,179,718   |
| X2                                        | 20th Century Fox                    | 2 tháng 5 năm 2003       | $110              | $85,558,731       | $214,949,694   | $192,761,855   | $407,711,549   |
| Hulk                                      | Universal Pictures                  | 20 tháng 6 năm 2003      | $137              | $62,128,420       | $132,177,234   | $113,183,246   | $245,360,480   |
| The Punisher                              | Lionsgate Films                     | 16 tháng 4 năm 2004      | $33               | $13,834,527       | $33,810,189    | $20,889,916    | $54,700,105    |
| Spider-Man 2                              | Columbia Pictures                   | 30 tháng 6 năm 2004      | $200              | $88,156,227       | $373,585,825   | $410,180,516   | $783,766,341   |
| Blade: Trinity                            | New Line Cinema                     | 8 tháng 12 năm 2004      | $65               | $16,061,271       | $52,411,906    | $76,493,460    | $128,905,366   |
| Elektra                                   | 20th Century Fox                    | 14 tháng 1 năm 2005      | $43               | $12,804,793       | $24,409,722    | $32,271,844    | $56,681,566    |
| Man-Thing                                 | Lionsgate Films                     | 30 tháng 4 năm 2005      | $7.5              | —                 | —              | $1,123,136     | $1,123,136     |
| Fantastic Four                            | 20th Century Fox                    | 8 tháng 7 năm 2005       | $100              | $56,061,504       | $154,696,080   | $175,883,639   | $330,579,719   |
| X-Men: The Last Stand                     | 20th Century Fox                    | 26 tháng 5 năm 2006      | $210              | $102,750,665      | $234,362,462   | $224,997,093   | $459,359,555   |
| Ghost Rider                               | Columbia Pictures                   | 16 tháng 2 năm 2007      | $110              | $45,388,836       | $115,802,596   | $112,935,797   | $228,738,393   |
| Spider-Man 3                              | Columbia Pictures                   | 4 tháng 5 năm 2007       | $258              | $151,116,516      | $336,530,303   | $554,341,323   | $890,871,626   |
| Fantastic Four: Rise of the Silver Surfer | 20th Century Fox                    | 15 tháng 6 năm 2007      | $130              | $58,051,684       | $131,921,738   | $157,126,025   | $289,047,763   |
| Iron Man                                  | Paramount Pictures                  | 2 tháng 5 năm 2008       | $140              | $98,618,668       | $318,412,101   | $266,762,121   | $585,174,222   |
| The Incredible Hulk                       | Universal Pictures                  | 13 tháng 6 năm 2008      | $150              | $55,414,050       | $134,806,913   | $128,620,638   | $263,427,551   |
| Punisher: War Zone                        | Lionsgate Films                     | 5 tháng 12 năm 2008      | $35               | $4,271,451        | $8,050,977     | $2,049,059     | $10,100,036    |
| X-Men Origins: Wolverine                  | 20th Century Fox                    | 1 tháng 5 năm 2009       | $150              | $85,058,003       | $179,883,157   | $193,179,707   | $373,062,864   |
| Iron Man 2                                | Paramount Pictures                  | 7 tháng 5 năm 2010       | $200              | $128,122,480      | $312,433,331   | $311,500,000   | $623,933,331   |
| Thor                                      | Paramount Pictures                  | 6 tháng 5 năm 2011       | $150              | $65,723,338       | $181,030,624   | $268,295,994   | $449,439,994   |
| X-Men: First Class                        | 20th Century Fox                    | 3 tháng 6 năm 2011       | $160              | $55,101,604       | $146,408,305   | $207,215,819   | $353,624,124   |
| Captain America: The First Avenger        | Paramount Pictures                  | 22 tháng 7 năm 2011      | $140              | $65,058,524       | $176,654,505   | $193,915,269   | $370,569,774   |
| Ghost Rider: Spirit of Vengeance          | Columbia Pictures                   | 17 tháng 2 năm 2012      | $57               | $22,115,334       | $51,774,002    | $80,789,928    | $132,563,930   |
| Marvel's The Avengers                     | Walt Disney Studios Motion Pictures | 4 tháng 5 năm 2012       | $220              | $207,438,708      | $623,357,910   | $895,237,000   | $1,518,594,910 |
| The Amazing Spider-Man                    | Columbia Pictures                   | 3 tháng 7 năm 2012       | $230              | $62,004,688       | $262,030,663   | $495,900,000   | $757,930,663   |
| Iron Man 3                                | Walt Disney Studios Motion Pictures | 3 tháng 5 năm 2013       | $200              | $174,144,585      | $409,013,994   | $806,426,000   | $1,215,439,994 |
| The Wolverine                             | 20th Century Fox                    | 26 tháng 7 năm 2013      | $120              | $53,113,752       | $132,550,960   | $282,271,394   | $414,828,246   |
| Thor: The Dark World                      | Walt Disney Studios Motion Pictures | 8 tháng 11 năm 2013      | $170              | $85,737,841       | $206,321,198   | $438,421,000   | $644,783,140   |
| Captain America: The Winter Soldier       | Walt Disney Studios Motion Pictures | 4 tháng 4 năm 2014       | $170              | $95,023,721       | $259,766,572   | $455,000,000   | $714,766,572   |
| The Amazing Spider-Man 2                  | Columbia Pictures                   | 2 tháng 5 năm 2014       | $255              | $91,608,337       | $202,853,933   | $506,128,390   | $708,982,323   |
| X-Men: Days of Future Past                | 20th Century Fox                    | 23 tháng 5 năm 2014      | $200              | $90,823,660       | $233,921,534   | $514,200,000   | $748,121,534   |
| Guardians of the Galaxy                   | Walt Disney Studios Motion Pictures | 1 tháng 8 năm 2014       | $170              | $94,320,883       | $333,176,600   | $441,000,000   | $774,176,600   |
| Big Hero 6                                | Walt Disney Studios Motion Pictures | 7 tháng 11 năm 2014      | $165              | $56,215,889       | $222,527,828   | $429,600,000   | $652,127,828   |
| Avengers: Age of Ultron                   | Walt Disney Studios Motion Pictures | 1 tháng 5 năm 2015       | $250              | $191,271,109      | $459,005,868   | $946,029,899   | $1,405,035,767 |
| Ant-Man                                   | Walt Disney Studios Motion Pictures | 17 tháng 7 năm 2015      | $130              | $57,225,526       | $180,202,163   | $339,048,616   | $519,250,779   |
| Fantastic Four                            | 20th Century Fox                    | 7 tháng 8 năm 2015       | $120              | $25,685,737       | $56,117,548    | $111,860,048   | $167,977,596   |
| Deadpool                                  | 20th Century Fox                    | 12 tháng 2 năm 2016      | $58               |                   |                |                | $12,512,000    |
| Tổng cộng                                 | Tổng cộng                           | Tổng cộng                | $5.605 tỉ         |                   | $7.657 tỉ      | $10.788 tỉ     | $18.445 tỉ     |
| Trung bình                                | Trung bình                          | Trung bình               | $158.5 triệu      |                   | $204.7 triệu   | $353.5 triệu   | $558.5 triệu   |

### Nhận xét từ giới phê bình và công chúng
| Phim                                                | Rotten Tomatoes    | Metacritic       | CinemaScore |
| --------------------------------------------------- | ------------------ | ---------------- | ----------- |
| Howard the Duck                                     | 14% (44 đánh giá)  |                  | B-          |
| The Punisher                                        | 28% (18 đánh giá)  |                  |             |
| Captain America                                     | 9% (11 đánh giá)   |                  |             |
| The Fantastic Four                                  | 33% (6 đánh giá)   |                  |             |
| Blade                                               | 54% (93 đánh giá)  | 45 (23 đánh giá) | A-          |
| X-Men                                               | 81% (166 đánh giá) | 64 (33 đánh giá) | A-          |
| Blade II                                            | 57% (146 đánh giá) | 52 (28 đánh giá) | B+          |
| Spider-Man                                          | 89% (236 đánh giá) | 73 (37 đánh giá) | A-          |
| Daredevil                                           | 44% (221 đánh giá) | 42 (35 đánh giá) | B           |
| X2                                                  | 86% (235 đánh giá) | 68 (37 đánh giá) | A           |
| Hulk                                                | 61% (227 đánh giá) | 54 (40 đánh giá) | B-          |
| The Punisher                                        | 29% (167 đánh giá) | 33 (36 đánh giá) | B+          |
| Spider-Man 2                                        | 93% (261 đánh giá) | 83 (41 đánh giá) | A-          |
| Blade: Trinity                                      | 25% (165 đánh giá) | 38 (30 đánh giá) | B+          |
| Elektra                                             | 10% (163 đánh giá) | 34 (35 đánh giá) | B           |
| Man-Thing                                           | 17% (6 đánh giá)   |                  |             |
| Fantastic Four                                      | 27% (203 đánh giá) | 40 (35 đánh giá) | B           |
| X-Men: The Last Stand                               | 58% (232 đánh giá) | 58 (38 đánh giá) | A-          |
| Ghost Rider                                         | 26% (135 đánh giá) | 35 (20 đánh giá) | B           |
| Spider-Man 3                                        | 63% (246 đánh giá) | 59 (40 đánh giá) | B+          |
| Fantastic Four: Rise of the Silver Surfer           | 37% (167 đánh giá) | 45 (33 đánh giá) | B           |
| Iron Man                                            | 94% (266 đánh giá) | 79 (38 đánh giá) | A           |
| The Incredible Hulk                                 | 67% (219 đánh giá) | 61 (38 đánh giá) | A-          |
| Punisher: War Zone                                  | 27% (101 đánh giá) | 30 (22 đánh giá) | B-          |
| X-Men Origins: Wolverine                            | 38% (252 đánh giá) | 40 (39 đánh giá) | B+          |
| Iron Man 2                                          | 72% (276 đánh giá) | 57 (40 đánh giá) | A           |
| Thor                                                | 77% (266 đánh giá) | 57 (40 đánh giá) | B+          |
| X-Men: First Class                                  | 87% (269 đánh giá) | 65 (38 đánh giá) | B+          |
| Captain America: The First Avenger                  | 79% (241 đánh giá) | 66 (36 đánh giá) | A-          |
| Ghost Rider: Spirit of Vengeance                    | 17% (111 đánh giá) | 32 (20 đánh giá) | C+          |
| Marvel's The Avengers                               | 92% (315 đánh giá) | 69 (43 đánh giá) | A+          |
| The Amazing Spider-Man                              | 72% (302 đánh giá) | 66 (42 đánh giá) | A-          |
| Iron Man 3                                          | 79% (284 đánh giá) | 62 (44 đánh giá) | A           |
| The Wolverine                                       | 70% (232 đánh giá) | 60 (43 đánh giá) | A-          |
| Thor: The Dark World                                | 66% (241 đánh giá) | 54 (44 đánh giá) | A-          |
| Captain America: The Winter Soldier                 | 89% (253 đánh giá) | 70 (44 đánh giá) | A           |
| The Amazing Spider-Man 2                            | 53% (268 đánh giá) | 53 (49 đánh giá) | B+          |
| X-Men: Days of Future Past                          | 91% (274 đánh giá) | 74 (43 đánh giá) | A           |
| Guardians of the Galaxy                             | 91% (274 đánh giá) | 76 (46 đánh giá) | A           |
| Big Hero 6                                          | 89% (191 đánh giá) | 75 (34 đánh giá) | A           |
| Avengers: Age of Ultron                             | 74% (296 đánh giá) | 66 (49 đánh giá) | A           |
| Ant-Man                                             | 80% (258 đánh giá) | 64 (43 đánh giá) | A           |
| Fantastic Four                                      | 9% (205 reviews)   | 27 (40 reviews)  | C-          |
| Deadpool                                            | 82% (134 đánh giá) | 64 (41 đánh giá) |             |
| Ghi chú - Ô xám chỉ không có thông tin cho phim đó. |                    |                  |             |

### Từ Marvel
| Tên phim                     | Hãng phát hành           | Ngày công chiếu (Hoa Kỳ) | Rotten Tomatoes | Metacritic | CinemaScore | Kinh phí (triệu) | Doanh số phòng vé toàn cầu |
| ---------------------------- | ------------------------ | ------------------------ | --------------- | ---------- | ----------- | ---------------- | -------------------------- |
| Men in Black                 | Columbia Pictures        | 2 tháng 7 năm 1997       | 90%             | 71         | B+          | $90              | $589,390,539               |
| Men in Black II              | Columbia Pictures        | 3 tháng 7 năm 2002       | 39%             | 49         | B+          | $140             | $441,818,803               |
| Kick-Ass                     | Lions Gate Entertainment | 16 tháng 4 năm 2010      | 77%             | 66         | B           | $30              | $96,188,903                |
| Men in Black 3               | Columbia Pictures        | 25 tháng 5 năm 2012      | 70%             | 58         | B+          | $215             | $624,026,776               |
| Kick-Ass 2                   | Universal Pictures       | 16 tháng 8 năm 2013      | 29%             | 41         | B+          | $28              | $60,795,985                |
| Kingsman: The Secret Service | 20th Century Fox         | 13 tháng 2 năm 2015      | 74%             | 59         | B+          | $81              | $414,351,546               |